# Ośrodek Rozwoju Edukacji

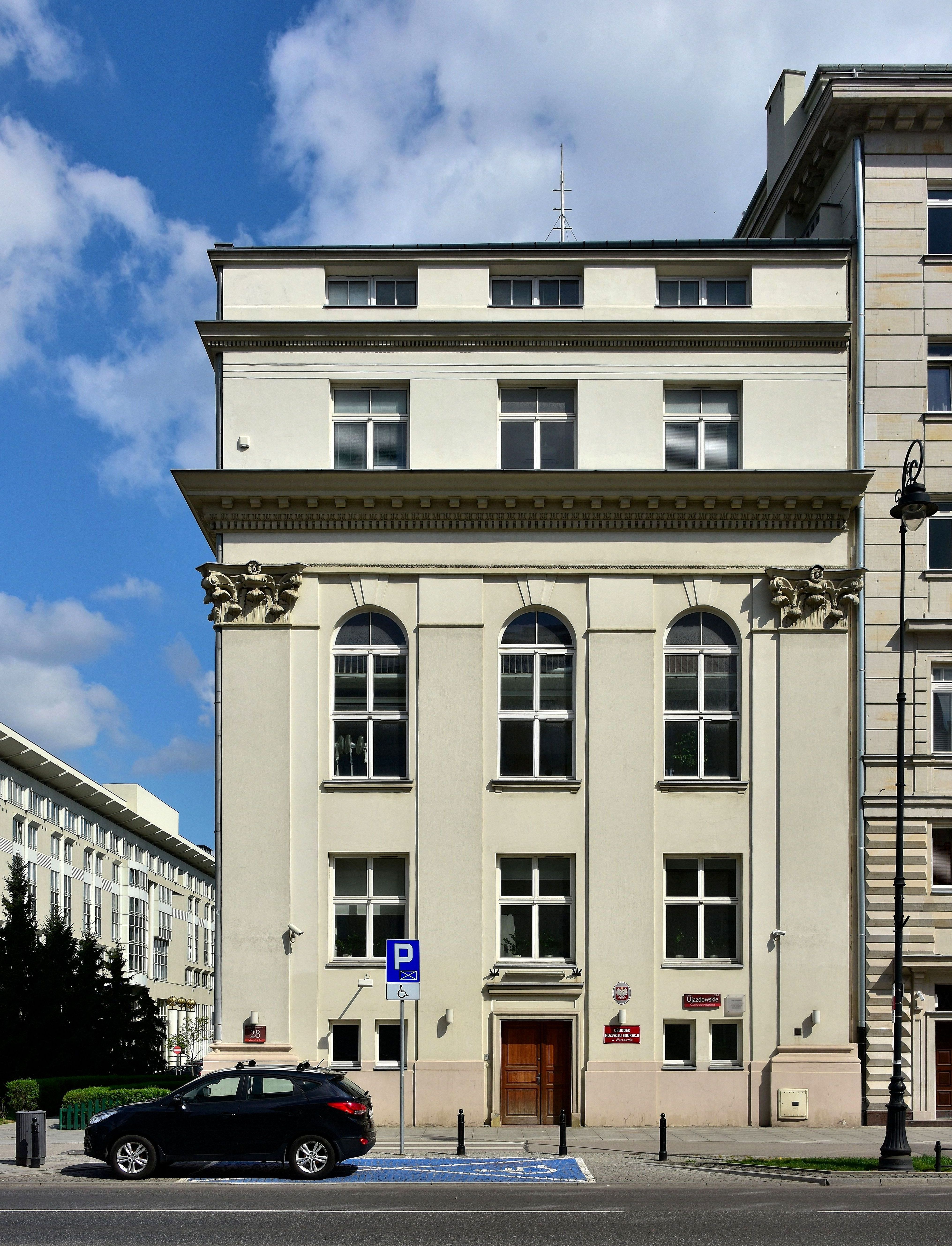
Siedziba Ośrodka Rozwoju Edukacji przy Al. Ujazdowskich 28 w Warszawie

Ośrodek Rozwoju Edukacji w Warszawie (ORE) – publiczna placówka doskonalenia nauczycieli o zasięgu ogólnokrajowym, prowadzona przez Ministra Edukacji. Siedziba ORE znajduje się w Al. Ujazdowskich 28 w Warszawie. Do Ośrodka należy także Centrum Szkoleniowe w Sulejówku.
Ośrodek został utworzony 1 stycznia 2010 r. na podstawie Zarządzenia nr 19 Ministra Edukacji Narodowej z dnia 10 grudnia 2009 r. w sprawie połączenia Centralnego Ośrodka Doskonalenia Nauczycieli w Warszawie i Centrum Metodycznego Pomocy Psychologiczno-Pedagogicznej w Warszawie w Ośrodek Rozwoju Edukacji w Warszawie. W lipcu 2016 r. do ORE włączono Krajowy Ośrodek Wspierania Edukacji Zawodowej i Ustawicznej.
Celem ORE jest podejmowanie i realizacja działań na rzecz doskonalenia systemu oświaty i podnoszenia jakości edukacji zgodnie z polityką oświatową państwa w obszarze wychowania oraz kształcenia ogólnego, specjalnego, zawodowego i ustawicznego.

## Główne zadania Ośrodka
Zgodnie ze Statutem do zadań Ośrodka należy m.in.:
- wspieranie publicznych placówek doskonalenia nauczycieli, poradni psychologiczno-pedagogicznych, w tym poradni specjalistycznych, oraz bibliotek pedagogicznych w zakresie wynikającym z kierunków realizacji przez kuratorów oświaty polityki oświatowej państwa ustalanych przez Ministra Edukacji oraz wprowadzanych zmian w systemie oświaty;
- wspieranie szkół i placówek w zakresie realizacji ich zadań w obszarze wychowania, kształcenia ogólnego, specjalnego, zawodowego i ustawicznego, w tym opracowywanie i udostępnianie projektów podstaw programowych, programów nauczania, przykładowych planów nauczania i podręczników, których opracowanie zlecił Minister Edukacji, oraz materiałów     edukacyjnych, informacyjnych i metodycznych w formie papierowej lub elektronicznej;
- wspieranie kadry kierowniczej oświaty, w tym opracowywanie modeli i programów doskonalenia dyrektorów szkół i placówek w zakresie kształtowania ich kompetencji przywódczych;
- doskonalenie kadry systemu wspomagania szkół i placówek w zakresie kształcenia zawodowego i ustawicznego oraz doradztwa edukacyjno-zawodowego.

Ośrodek Rozwoju Edukacji realizuje powierzone zadania m.in. poprzez:
- konferencje, seminaria i szkolenia,

- spotkania informacyjno-konsultacyjne,
- sieci współpracy i samokształcenia,
- publikacje i materiały dla każdego etapu edukacyjnego (dostępne online),
- dedykowane programy i projekty (w tym międzynarodowe),
- fora pomocy i wymiany doświadczeń, doradztwo.

## Struktura

### Kierownictwo[3]
- Dyrektor:             Andrzej Suchenek
- Wicedyrektor:     Marzenna Habib
- Wicedyrektor:     Małgorzata Szeja
- Wicedyrektor:     Krzysztof Maryl
- Wicedyrektor:     Marta Dziubecka

### Wydziały
- Wydział     Rozwoju Systemu Doskonalenia (WRSD)
- Wydział     Resocjalizacji i Socjoterapii (WRS)
- Wydział     Edukacji Włączającej (WEW)
- Wydział     Promocji Zdrowia, Profilaktyki i Wychowania (WPZPW)
- Wydział     Kształcenia Ogólnego i Kompetencji Cyfrowych (WKOKC)
- Wydział     Kształcenia Zawodowego i Doradztwa Zawodowego (WKZDZ)
- Wydział     Kompetencji Językowych i Współpracy Międzynarodowej (WKJWM)
- Wydział     Wydawnictw, Upowszechniania Zasobów i Promocji (WWUZP)
- Wydział     Polityki Oświatowej i Współpracy (WPOW)
- Wydział     Projektów (WP)
- Wydział     Nadzoru Pedagogicznego (WNP)
- Wydział     Centrum Koordynujące Specjalistyczne Centra Wspierania Edukacji Włączającej (W-CK)

## Projekty unijne FERS
Ogromną część działań ORE stanowią projekty finansowane ze środków Unii Europejskiej. Aktualnie realizowane są programy unijne w ramach programu Fundusze Europejskie dla Rozwoju Społecznego:
- Budowa skoordynowanego systemu pomocy specjalistycznej opartego na Specjalistycznych Centrach Wspierających Edukację Włączającą;
- Cyfrowy rozwój oświaty w jednostkach samorządu terytorialnego – szkolenie i doradztwo dla kadry JST;
- Opracowanie koncepcji i odbiór e-materiałów edukacyjnych ukierunkowanych na wspieranie kształcenia kompetencji zawodowych;
- Pilotażowe wdrożenie modułowych e-podręczników oraz opracowanie założeń do zaawansowanych technologicznie e-materiałów wspierających nowoczesne metody nauczania i uczenia się;
- Popularyzacja zestawów narzędzi edukacyjnych oraz metod nauczania i uczenia się wspomagających rozwój kluczowych kompetencji uczniów, dostosowanych do potrzeb rynku pracy;
- Utworzenie i upowszechnienie portalu infozawodowe.men.gov.pl;
- Opracowanie rozwiązań zapewniających dostęp do wysokiej jakości zindywidualizowanego i spersonalizowanego doradztwa metodycznego.